# Zamek w Campo Maior
Zamek w Campo Maior (port: Castelo de Elvas) – średniowieczna fortyfikacja militarna, w parafii cywilnej São João Bapista, w gminie Campo Maior, część pierwszej linii obrony w portugalskim Alentejo. Zamek bronił dostępu do Portugalii przed Hiszpanią, w połączeniu z fortami wojskowymi Ouguela, Elvas, Olivença i Juromenha. 
Budynek jest klasyfikowany jako Pomnik Narodowy od 1911. 